# Riu Tavdà

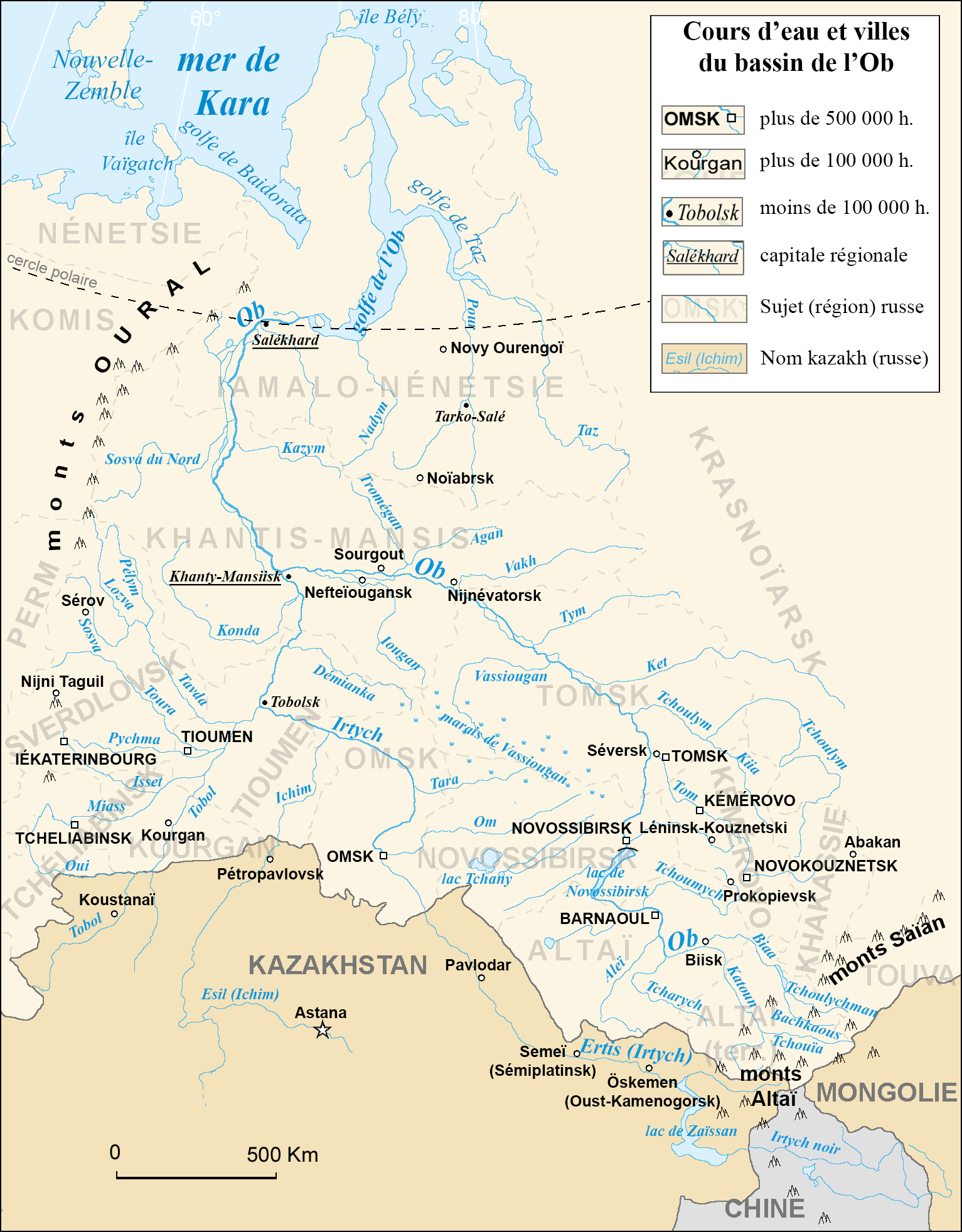
Localització del riu Tavdà

El riu Tavdà - Тавда (rus) - és un riu de Sibèria Occidental, a Rússia, és un afluent pel marge dret del riu Tobol, que al seu torn és un afluent del riu Irtix. Té una longitud de 719 km (amb una de les seves fonts, el sistema Tavdà-Sosva té una longitud total de 1.391 km) i té una conca de drenatge de 88.100 km².
Administrativament, el riu discorre per l'óblast de Sverdlovsk i la de Tiumén.

## Geografia
El riu Tavdà neix en la confluència del riu Lozva (637 km) i el riu Sosva (635 km), que té les seves fonts en el vessant oriental del centre dels Urals, a l'óblast de Sverdlovsk. Discorre en direcció est-sud-est, a través d'una àmplia vall de terres pantanoses de les planes dels Urals. Durant un llarg tram corre paral·lel al curs d'un altre afluent del Tobol, el riu Tura i desemboca pel marge esquerre al curs esquerre en el curs baix del riu Tobol, a unes desenes de quilòmetres aigües amunt de la ciutat de Tobolsk (99 765 hab. el 2008).
La relativa proximitat de les divisòries entre conques hidrogràfiques limítrofs és la causa que tingui pocs afluents importants, sent el més destacat el riu Pelym, que rep per l'esquerra (707 km de longitud i una conca de 15.200 km²).
Igual que tots els rius siberians, pateix llargs períodes de congelació (sis mesos l'any) i àmplies extensions tenen sòl glaçat permanentment (permagel). A l'hivern el riu arriba al seu cabal mínim d'11 m³/s comparat amb una mitjana duns 500.
Aquest riu és navegable en tot el seu curs sent la ciutat de Tavdà (40.686 hab. el 2002),la més important dins del seu curs. S'hi transporta fusta flotant.